# Kokoslorikit

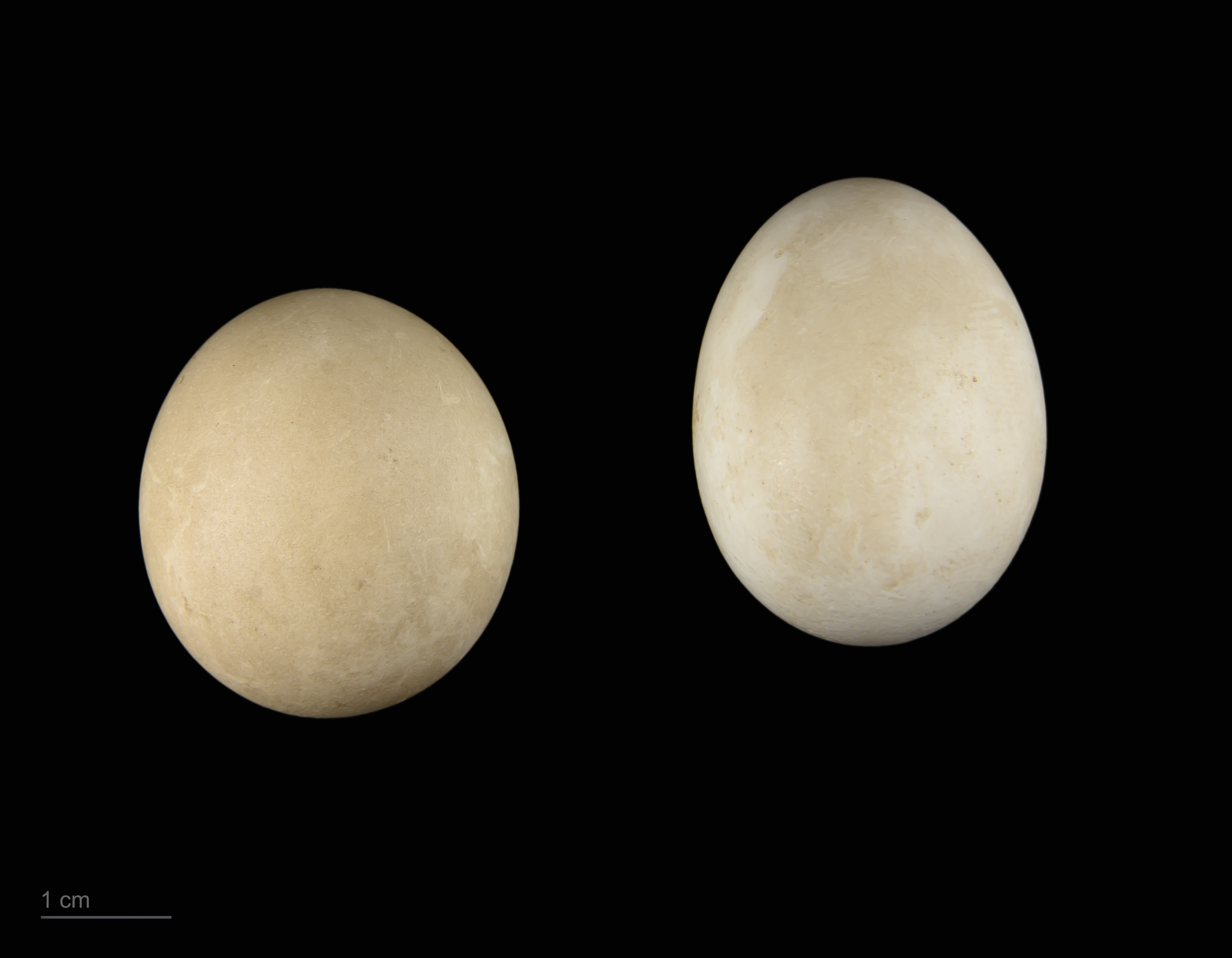
Trichoglossus haematodus

Kokoslorikit (Trichoglossus haematodus) är en papegoja som häckar i Australasien.

## Utseende och läte
Kokoslorikiten är en mycket långstjärtad och färgglad lorikit. Den är mestadels grön, men rött på bröstet och under vingen syns tydligt i flykten. Vidare har den ett mörkt huvud med en bred gul kant. Liknande regnbågslorikiten har en purpurfärgad fläck på buken och mer färgglatt lila ansikte, men dessa överlappar inte utbredningsområde. Bland lätena hörs serier med tjattrande toner från sittplats och vassa skrin i flykten.

## Utbredning och systematik
Kokoslorikit i begränsad mening delas in i mellan sex och nio underarter med följande utbredning:
- Trichoglossus haematodus haematodus – södra Moluckerna (Buru, Ambon och Seram till Tayanduöarna) samt västpapuanska öarna österut till nordvästra, norra södra Nya Guinea (inklusive öarna Numfor och Yapen i Geelvink Bay och i syd så långt österut som övre delen av Fly River)
- Trichoglossus haematodus intermedius –  norra Nya Guinea från Sepikfloden österut till Astrolabe Bay, inklusive Manam Island
- Trichoglossus haematodus nigrogularis – Kaiöarna, Aruöarna (förutom Spirit I) och sydcentrala Nya Guinea; även öarna Boigu och Saibai i nordligaste Torres sund.
- Trichoglossus haematodus brooki – Spirit Island i Aruöarna
- Trichoglossus haematodus micropteryx – låglänta områden på östra Nya Guinea österut från ön Bagabag och Huonhalvön och i syd från Papuaviken, inklusive öar i Hall Sound och ön Misima i Louisiaderna
- Trichoglossus haematodus nesophilus –  Ninigoöarna och möjligen Hermitöarna väster om Manus i nordvästra Bismarckarkipelagen
- Trichoglossus haematodus massena –  ön Karkar utanför nordöstra Nya Guineas kust, Bismarckarkipelagen (utom i nordväst och norr) samt Bougainville söderut genom Salomonöarna till Santa Cruzöarna (Vanikoro) och Vanuatu
- Trichoglossus haematodus flavicans – Amiralitetsöarna och New Hanover i norra Bismarckarkipelagen; möjligen även denna underart i Nuguria i St Matthiasöarna samt Hermitöarna
- Trichoglossus haematodus deplanchii –  Nya Kaledonien (Grande Terre och Île des Pins); introducerad till Ouvea i Loyautéöarna

Underarten intermedius inkluderas ofta i nominatformen, brooki i nigrogularis och micropteryx i massena.
Tidigare inkluderades även rödbröstad lorikit, floreslorikit, gulbröstad lorikit, biaklorikit, regnbågslorikit och orangehalsad lorikit i kokoslorikiten, men dessa urskiljs som egna arter.  

## Levnadssätt
Kokoslorikiten hittas övervägande i beskogade låglänta områden, men har påträffats upp till 2000 meters höjd på vissa platser. Som andra loripapegojor har den en specifikt utformad tunga. På tungspetsen finns något som ser ut som små borst vilket egentligen är tungans förlängda papiller. Med hjälp av tungan kommer de lättare åt att dricka nektar och pollen från blommor. Huvudfödan är nektar och pollen i det vilda. Men de äter även andra delar av blommorna samt frukt, larver och insekter.

## Status och hot
Arten har ett stort utbredningsområde, men tros minska i antal, dock inte tillräckligt kraftigt för att den ska betraktas som hotad. Internationella naturvårdsunionen IUCN listar arten som livskraftig (LC).